# Die nackte Kanone 33⅓
Die nackte Kanone 33⅓ ist eine Filmkomödie aus dem Jahr 1994. Es ist der dritte Teil der „Die nackte Kanone“-Reihe und damit die Fortsetzung von Die nackte Kanone aus dem Jahr 1988 und Die nackte Kanone 2½ von 1991. 2025 erschien mit Die nackte Kanone ein weiterer Film der Reihe, mit neuen Hauptdarstellern.

## Handlung
Der mittlerweile pensionierte Protagonist der ersten beiden Filme, Frank Drebin, hat sich vollkommen in die Rolle des Hausmannes eingelebt, was sich zum Beispiel im Seifenopern-Schauen oder Napfkuchen-Backen äußert. Gleichermaßen beginnt aber die Ehe von Frank mit Jane zu bröckeln, da sie unterschiedlicher Meinung sind, was Babys anbelangt.
Eines Tages bekommt Frank Besuch von seinen alten Kollegen Nordberg und Ed, die ihm von einer aktuellen Bombendrohung und der darin verwickelten Tanya Peters berichten. Da Peters zu diesem Zeitpunkt ihr einziger Anhaltspunkt ist, bitten sie Frank, für ein paar Stunden undercover in die Klinik zu gehen, in der Tanya Peters arbeitet. Nichtahnend, dass es sich hierbei um eine Fruchtbarkeitsklinik und Samenbank handelt, täuscht Frank eine alte Footballverletzung vor.
Die Art der Klinik bemerkt er erst, als er eine zur Spermienzählung gedachte Probe abgeben soll. Jedoch findet er Tanyas Adresse heraus und notiert sie mit Lippenstift auf einer Serviette.
Zu Hause angekommen, wartet Jane auf ihn, um dem Rat ihres Eheberaters Folge zu leisten, sich eine Liebesnacht zu gönnen, genauso innig und intensiv wie zu Beginn ihrer Beziehung. Als sie Frank das Hemd auszieht, bemerkt sie Striemen auf seinem Rücken, die Frank von „Dr. Rosenblatt“, einer Domina aus der Samenbank, hat, die ihn bei der Abgabe einer Samenprobe unterstützt hatte. Jane glaubt Frank die Geschichte mit der „anderen Frau“ nicht und vermutet sofort, dass er wieder als Polizist gearbeitet hat. Weil Frank ihr versprochen hatte, nie wieder in den Polizeidienst zurückzukehren, verlässt sie ihn sofort.
Daraufhin wendet sich Frank etwas geknickt wieder dem Fall zu und meldet sich freiwillig als Undercover-Agent für einen Aufenthalt in einem Gefängnis. Der dort inhaftierte Rocco Dillon soll Urheber der Bombendrohung sein.
Frank soll sich sein Vertrauen erschleichen und das Ziel der Bombendrohung herausfinden.
Als Frank in der Identität „Der Schlitzer“ im Gefängnis ankommt, sind Roccos und des Zellengenossen Tyrones Ausbruchspläne bereits voll im Gange.
Beim Mittagessen will Rocco die aufgezeichneten Pläne Tyrone überreichen, wird jedoch von einem Wärter erwischt.
Frank zettelt daraufhin eine Schlägerei im Essenssaal an, um Rocco vor Einzelhaft zu schützen. Tyrone wird in Einzelhaft gesteckt.
Frank, nun im Besitz von Roccos Vertrauen, tüftelt einen neuen Ausbruchsplan aus und führt ihn mit Rocco erfolgreich aus. Die beiden werden von Roccos Mutter abgeholt und in Roccos abgelegenes Haus am See gefahren.
Jane, die mittlerweile die von Frank verlegte Serviette in ihrer Tasche gefunden hat, glaubt nun, dass er die Wahrheit gesagt hat, und fährt zu Tanyas Adresse.
Frank und Jane tun so, als würden sie sich nicht kennen und Rocco entscheidet auf Franks Anraten hin, sie als Geisel zu behalten.
Dann erfährt Frank, dass Rocco die Oscarverleihung in die Luft jagen will. Er soll währenddessen zusammen mit Roccos Mutter auf Jane aufpassen.
Frank gibt sich Roccos Mutter als Polizist zu erkennen, überwältigt sie und gelangt mit Jane – getarnt als prominentes Paar – durch den Einlass. Sie vermuten, dass die Bombe in einem Gewinnerumschlag versteckt ist. Nach Franks Auftreten als Phil Donahue, der mit Raquel Welch einige der Gewinner bekannt gibt, erfährt er, dass sich die Bombe im letzten Umschlag des Besten Films befindet.
Rocco nimmt Jane als Geisel und wird von Drebin gejagt und gestellt. Drebin kann zwar Jane befreien, Rocco gelingt es aber den Umschlag in die Hand zu bekommen. Im Kampf um den Umschlag schafft es Drebin,  nicht nur Rocco mit dem Umschlag in der Hand über das Geländer zu schieben, er hat auch noch Glück, dass er das Seil um Roccos Fuß noch am Geländer befestigen kann, der dadurch nicht auf der Bühne aufschlägt, sondern wegen des gespannten Seils hoch und durch das Dach des Gebäudes mit dem Kopf zuerst in die Toilettenschüssel des die Bühne überfliegenden Hubschraubers seines Auftraggebers katapultiert, wo dieser es sich gerade bequem gemacht hat. Der kann gerade noch fragen "Rocco, was machst du denn hier?", bevor es zur Explosion kommt.
Frank und Jane wollen nie wieder auseinandergehen und bekommen neun Monate später Nachwuchs.

## Anspielungen auf andere Filme
Auch der dritte Teil parodierte verschiedene Spielfilme:
- Die Szene mit den Kinderwagen auf der Treppe entstammt dem Film The Untouchables – Die Unbestechlichen, dessen Szene wiederum dem Film Panzerkreuzer Potemkin eine Reverenz erwies.
- In Anspielung auf Jurassic Park wird zu Beginn das Polizeiauto von einem Dinosaurier zertrampelt. Bei der Oscarverleihung wird zudem ein Film namens „Geriatric Park“ nominiert.
- Als Jane mit ihrer Freundin Louise mit dem Wagen durchbrennt, wird auf Thelma & Louise Bezug genommen.
- Die Duschszene im Gefängnis, in der Drebin von einem bulligen homosexuellen Mitgefangenen belästigt wird, bezieht sich auf Flucht von Alcatraz.
- Die Flucht aus dem Gefängnis, der Tunnelbau und das Verteilen des Schutts aus dem Tunnelbau durch die Hosentaschen auf dem Gefängnishof sowie das Werfen des Baseballs gegen die Zellenwand sind Anspielungen auf den Film Gesprengte Ketten.
- Parallelen gibt es auch zu Sprung in den Tod, in dem ein Gangster eine außerordentlich enge Beziehung zu seiner Mutter hat und ein Polizeikommissar sich ins Gefängnis einschleust, um den Täter zur Strecke zu bringen.
- Nach einer erfolgreichen Probesprengung in der Nähe von Roccos Haus agiert Rocco in der englischen Version wie Beavis and Butt-Head durch mehrfaches Wiederholen des Worts cool und dem typischen Beavis and Butt-Head-Lachen.

## Trivia
- Earl Boen, der als Psychiater in der Terminator-Reihe bekannt wurde, spielt in diesem Film den Familientherapeuten Dr. Stuart Eisendrath.
- Die Haushälterin spielt Ann B. Davis, die als Haushälterin Alice Nelson in der Serie Drei Mädchen und drei Jungen (Originaltitel: The Brady Bunch) bekannt wurde.
- Der Aufseher, der im Gefängnis den Fluchtplan entdeckt, ist R. Lee Ermey, der den Drill-Instructor in Full Metal Jacket spielte.
- Als Tyrone nach einer Schlägerei von Uniformierten festgehalten wird, sagt er im Originalton den Satz „Can’t we all just get along?“, während ihm Reporter Mikrophone hinhalten. Dies ist eine Reverenz an Rodney King, der Opfer von Polizeigewalt wurde und Auslöser der nachfolgenden Unruhen in Los Angeles 1992 war.
- Zur Oscar-Verleihung haben zahlreiche bekannte Personen kurze Gastrollen und spielen sich selbst: Weird Al Yankovic und Vanna White als Gäste, Mariel Hemingway, Elliott Gould, Raquel Welch, Olympia Dukakis und James Earl Jones als Laudatoren, Mary Lou Retton, Morgan Fairchild, Shannen Doherty und Florence Henderson als Nominierte sowie Pia Zadora als Sängerin.
- Bei der Verleihung des Oscars für den besten Film gibt es ein unübersetzbares Wortspiel: Es wird gesagt, dass alle Filme bis auf einen kommerziell erfolgreich waren. Als Drebin den Umschlag ergreift, ruft er „It’s the bomb“, da er befürchtet, dass sich in dem Umschlag die Briefbombe befindet. Daraufhin jubeln Leute im Publikum und stehen auf, da sie denken, ihr Film hätte gewonnen. Dies ist eine Anspielung darauf, dass ein kommerzieller Film-Flop in den USA „box-office bomb“ oder einfach „bomb“ genannt wird. Also dachten die Macher des gefloppten Films, sie hätten gewonnen.
- Am Ende des Films mischt sich jemand mit Brille, einem rot-weiß gestreiften Pullover und einer Bommelmütze unter die applaudierenden Zuschauer, dies ist eine Reverenz an Walter aus Wo ist Walter? (im Original: Wally/Where’s Wally?).
- In einer der letzten Szenen, in der Papshmir auf der Toilette sitzend gefilmt wird, liest dieser eine Ausgabe des Playboy mit Anna Nicole Smith (welche im Film Tanya Peters darstellt) am Cover des Magazins.
- Für O. J. Simpson war dies der letzte Film. Kurz nach Abschluss der Dreharbeiten wurde er unter Mordverdacht vor Gericht gestellt.
- Fred Ward, der hier Rocco Dillon spielt, spielt auch im parodierten Film Flucht von Alcatraz einen Gefangenen.
- 33 1/3 ist eine Anspielung auf die Geschwindigkeit, mit der sich eine LP-Schallplatte dreht, sie wird normalerweise mit einer Geschwindigkeit von 33 1/3 rpm abgespielt. Ursprünglich sollte der Film im englischen Original den Zusatztitel „For the Record“ bekommen, doch man entschied sich dagegen, da man befürchtete, dass zu wenig Leute die Anspielung verstehen würden.

## Kritik
„In ihrer Respektlosigkeit immer noch funktionierende Satire, die jedoch mehr Glück mit der Parodie berühmter und weniger rühmlicher Filmvorbilder hat als mit dem voraussehbaren, plumpen Handlungsgerüst und grellen Geschmacklosigkeiten.“

## Auszeichnungen
- 1994 gewann der Film eine Goldene Leinwand für die Zuschauerzahl.
- 1995 mit dem Negativpreis Goldene Himbeere ausgezeichnet wurden Anna Nicole Smith als „Schlechtester Newcomer“ sowie O. J. Simpson als „Schlechtester Nebendarsteller“.
- Die Deutsche Film- und Medienbewertung FBW in Wiesbaden verlieh dem Film das Prädikat „wertvoll“.[2]

## Synchronisation
Der Film wurde von der Firma Berliner Synchron Wenzel Lüdecke synchronisiert. Das Dialogbuch und -regie stammen von Arne Elsholtz.
| Figur             | Schauspieler      | Synchronsprecher   |
| ----------------- | ----------------- | ------------------ |
| Lt. Frank Drebin  | Leslie Nielsen    | Horst Schön        |
| Jane Spencer      | Priscilla Presley | Uta Hallant        |
| Captain Ed Hocken | George Kennedy    | Klaus Piontek      |
| Nordberg          | O.J. Simpson      | Arne Elsholtz      |
| Rocco Dillon      | Fred Ward         | Kurt Goldstein     |
| Muriel Dillon     | Kathleen Freeman  | Inge Wolffberg     |
| Dr. Eisendraht    | Earl Boen         | Lothar Blumhagen   |
| Dr. Roberts       | Doris Belack      | Barbara Ratthey    |
| James Earl Jones  | James Earl Jones  | Gerd Holtenau      |
| Elliott Gould     | Elliott Gould     | Christian Brückner |
| Olympia Dukakis   | Olympia Dukakis   | Bettina Schön      |
| Papshmir          | Raye Birk         | Klaus Jepsen       |
| Raquel Welch      | Raquel Welch      | Almut Eggert       |
| Ted Olsen         | Ed Williams       | Karl-Ulrich Meves  |
| Tanya Peters      | Anna Nicole Smith | Melanie Pukaß      |